# Czerga
Czerga (ros. Черга) – wieś (sieło) w Rosji, w Republice Ałtaju, w rejonie szebalińskim. W 2010 liczyła 1826 mieszkańców, wśród których 1613 zadeklarowało narodowość rosyjską, 9 ukraińską, 7 niemiecką, 3 ormiańską, 8 tadżycką, 16 kazachską, 7 uzbecką, a 157 ałtajską.